# Mauro Carlo Pennacchiotti
Mauro Carlo Pennacchiotti (Massa, 9 aprile 1923 – Massa, 9 febbraio 2020) è stato un politico italiano.

## Biografia
Esponente storico del Partito Repubblicano Italiano nella provincia di Massa-Carrara, è stato consigliere comunale nel capoluogo fino all'agosto del 1994. Il 5 agosto 1986, in seguito alle dimissioni di Sauro Panesi, è stato eletto sindaco di Massa, unico sindaco repubblicano nella storia della città, alla guida di una giunta eterogenea formata da democristiani, comunisti, repubblicani e socialdemocratici. Tra le sue principali iniziative da sindaco, è ricordata la chiusura dello stabilimento Farmoplant.